# Mara Laue

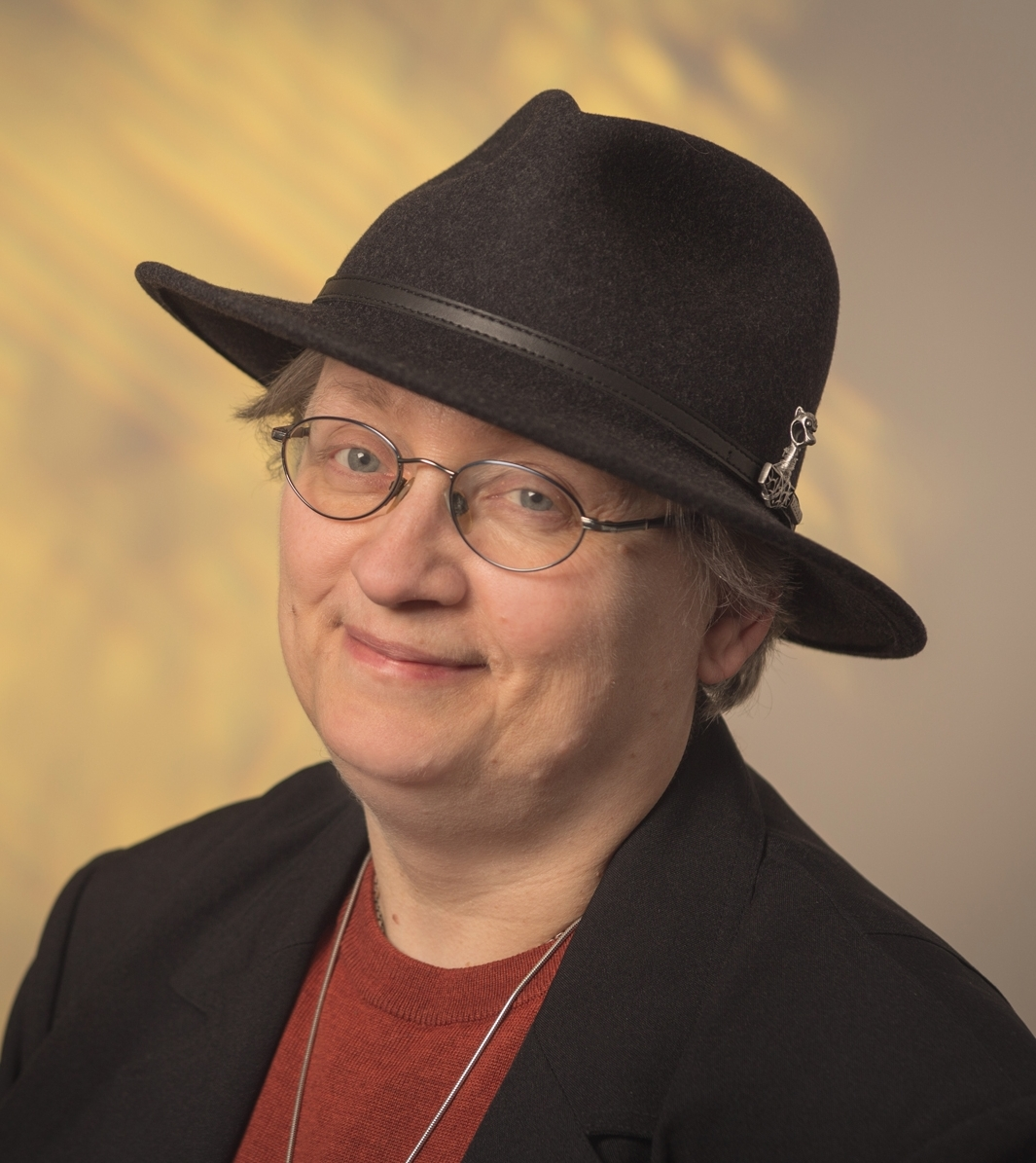
Mara Laue, 2014

Mara Laue (* 7. Juli 1958 in Braunschweig) ist eine deutsche Schriftstellerin. Sie hat bereits mehr als 50 Romane und über 100 Kurzgeschichten veröffentlicht, unter anderem in den Genres Fantasy, Science-Fiction, Krimi oder Thriller. Teilweise schreibt sie unter den Pseudonymen „Mara Sheridan“ oder „M’Raven“.

## Leben
Laue schrieb bereits im Alter von 12 Jahren Geschichten. Nach Beendigung der Schule absolvierte sie eine Ausbildung zur Bauzeichnerin. Sie machte zudem weitere Abschlüsse in den Bereichen Buchhaltung, Elektronische Datenverarbeitung sowie als Fremdsprachensekretärin, ehe sie sich 2003 mit einem eigenen Schreibbüro selbständig machte, das sie wieder aufgab, um ausschließlich schriftstellerisch zu arbeiten.

## Schaffen
Ihr erstes eigenes lyrisches Werk brachte Mara Laue 1999 heraus. 2004 begann sie für den Bastei-Verlag zunächst sieben Geschichten in der Romanheftreihe Schattenreich zu schreiben. Sie veröffentlichte zudem Sachartikel und Gedichte in Anthologien und Fanzines. Laue, die seit 2005 Berufsschriftstellerin ist, war als Mitautorin an weiteren Romanreihen beteiligt – u. a. an den Science-Fiction-Serien Sternenfaust und Rex Corda. Sie betätigt sich seit 2008 auch als Autorin von Theaterinszenierungen, ihr Stück Abgestürzt wurde beim Sauerländer Theaterstückpreis 2012 platziert.
Mara Laue ist Mitglied in mehreren Autorenverbänden, u. a. im Verband deutscher Schriftstellerinnen und Schriftsteller, bei den Mörderischen Schwestern, DELIA und im Phantastik-Autoren-Netzwerk (PAN). Nebenbei leitet sie Fernkurse und Workshops für kreatives Schreiben und schreibt Biografien, Romane und Firmenchroniken als Ghostwriterin. Zudem ist sie nebenberuflich als Künstlerin und Fotokünstlerin tätig und zeigt ihre Werke regelmäßig in Ausstellungen.
Sie lebt und arbeitet am Niederrhein.

## Auszeichnungen
- 2012: Juist-Stipendium „Tatort Töwerland“ für Brocksteins letzter Vorhang
- 2012: Platzierung beim „Sauerländer Theaterstückepreis 2012“ für das Stück Abgestürzt

## Werke
Krimis und Thriller
- Ralf-Zell (Braunschweig-Krimis).
- Piet-van-Dyck (Duisburg-Krimis).
- 12 Stunden Frist (Thriller). Verlag Waldkirch, Mannheim 2014, ISBN 978-3-86476-048-8.
- Todesgruß aus Dublin. Edition Krimi, Hamburg 2023, ISBN 978-3-949961-07-6.

Schottland-Krimis:
- Talisker Blues– ein Schottland-Krimi. Dryas, 2012, ISBN 978-3-940258-16-8.
- Singleton Soul. Dryas, 2013,  ISBN 978-3940258274
- Dalmore Jazz. Dryas, 2014, ISBN 978-3940258311
- Rosebank Rock. Dryas, 2019, ISBN 978-3940855886
- Das Recht zu schweigen, Dryas, 2021, ISBN 978-3948483586

Fantasy
- Sukkubus-Classic. AAVAA-Verlag, 9 Bände, 2014–2015.
- Das Blut der Rhu’u. Begedia Verlag, 2013, ISBN 978-3-943795-39-4.
- Die steinerne Macht. 1. Auflage. Prolibris Verlag, Kassel 2018, ISBN 978-3-95475-169-3.
- D.O.C.-Agents. VSS Verlag, 3 Bände, 2018.

Science-Fiction-Serien
- Sternenfaust. Als M’Raven, Bastei Verlag, bis Band 114.
- Rex Corda Classic. Mohlberg Verlag, 7 Bände, 2009–2012.
- Mission Phoenix. VSS Verlag, 10 Bände, 2014–2020.
- Sternkommando Cassiopeia. Cassiopeia Press, 8 Bände, 2013–2015.

Sachbücher
- Brotzeit. Wissenswertes, Anekdoten und Gedichte rund ums Vollwertbrot. Cooperation Scotland Book, Wangerland 2008, ISBN 978-3-941373-01-3.
- Von der Idee zum fertigen Text – Tipps, Tricks & Kniffe für kreatives Schreiben. Sieben Verlag, Reinheim 2014, ISBN 978-3-86443-419-8.
- So schnell die Finger tippen (Memoire). VSS Verlag, Frankfurt 2018, ISBN 978-3-96127-086-6.

Kinder- und Jugendbücher
- Die steinerne Macht. Prolibris Verlag, ISBN 978-3-95475-169-3.

Theaterstücke
- Abgestürzt. Theaterstück nach wahren Begebenheiten 2010. (adspecta.de PDF)